# Estadio José Dellagiovanna
Estadio José Dellagiovanna – stadion piłkarski w Victorii w prowincji Buenos Aires, w Argentynie. Rozgrywa na nim swoje mecze drużyna CA Tigre. Pojemność stadionu wynosi 26 282 miejsc.
Stadion został otwarty 20 września 1936 roku, gdy rozegrano towarzyskie spotkanie, w którym zmierzyły się CA Tigre oraz Boca Juniors. Po awansie do Primera Division w połowie 2007 roku, rozpoczęto ulepszanie i modernizację różnych sektorów, w celu dostosowania ich do nowych wymogów technologicznych, komfortu i bezpieczeństwa. W latach 2021 i 2022 na stadionie przeprowadzono kilka zadań konserwacyjnych i usprawniających.

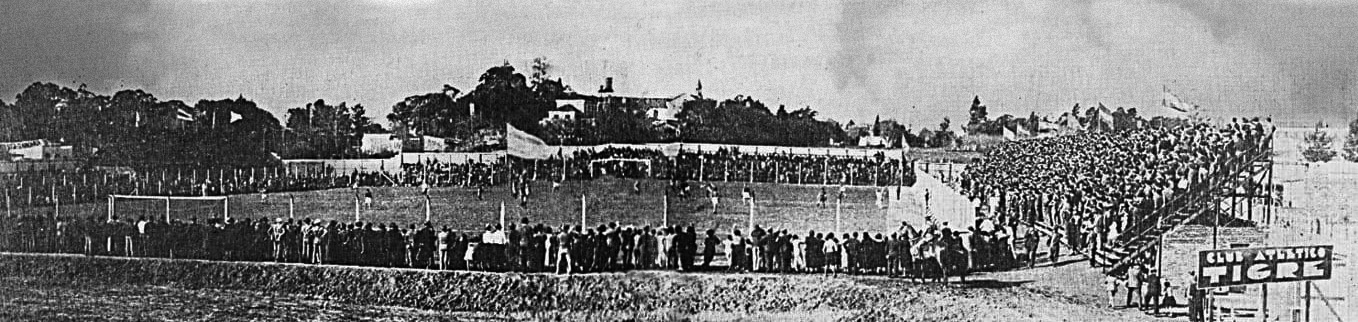
Mecz inauguracyjny pomiędzy Tigre a Boca Juniors